# OpenLDAP
OpenLDAP은 OpenLDAP 프로젝트가 개발한 LDAP의 자유 오픈 소스 구현체이다. OpenLDAP 퍼블릭 라이선스라는 이름의 자체 BSD 스타일 라이선스로 배포된다.
LDAP은 플랫폼 독립 프로토콜이다. 여러 공통 리눅스 배포판에는 LDAP 지원을 위한 OpenLDAP 소프트웨어를 포함하고 있다. 이 소프트웨어는 BSD 변형, AIX, 안드로이드, HP-UX, macOS, 솔라리스, 마이크로소프트 윈도우(NT 및 파생, 예: 2000, XP, 비스타, 윈도우 7 등), Z/OS에서도 구동된다.

## 역사
OpenLDAP 프로젝트는 1998년 Kurt Zeilenga에 의해 시작되었다.

## 구성 요소
OpenLDAP은 4가지 주요 구성 요소를 포함한다:
- slapd - 독립현 LDAP 데몬
- lloadd
- LDAP 프로토콜과 ASN.1 BER(Basic Encoding Rules)을 구현하는 라이브러리들
- 클라이언트 소프트웨어: ldapsearch, ldapadd, ldapdelete 등

추가적으로 OpenLDAP 프로젝트는 수많은 하위 프로젝트들의 고향이다:
- JLDAP
- JDBC-LDAP
- ldapc++
- LMDB